# Mistrzostwa Panamerykańskie w Judo 2015
40. Mistrzostwa panamerykańskie w judo odbywały się w dniach 24–25 kwietnia 2015 roku w Edmonton. W tabeli medalowej tryumfowali judocy z Brazylii.

## Klasyfikacja medalowa
| Miejsce | Państwo           |    |    |    | Razem |
| ------- | ----------------- | -- | -- | -- | ----- |
| 1       | Brazylia          | 8  | 6  | 1  | 15    |
| 2       | Kuba              | 4  | 2  | 8  | 14    |
| 3       | Kanada            | 2  | 0  | 5  | 7     |
| 4       | Stany Zjednoczone | 1  | 2  | 6  | 9     |
| 5       | Kolumbia          | 1  | 1  | 1  | 3     |
| 6       | Ekwador           | 0  | 2  | 3  | 5     |
| 7       | Argentyna         | 0  | 2  | 2  | 4     |
| 8       | Dominikana        | 0  | 1  | 0  | 1     |
| 9       | Meksyk            | 0  | 0  | 3  | 3     |
| 10      | Chile             | 0  | 0  | 1  | 1     |
| Razem   | Razem             | 16 | 16 | 32 | 62    |

## Medaliści

### Mężczyźni
| Konkurencja: | Złoto:           | Srebro:          | Brąz:                                 |
| −55 kg       | Juan Trujillo    | Cristian Toala   | César Ramos                           |
| −60 kg       | Felipe Kitadai   | Eric Takabatake  | Aaron Kunihiro Lenin Preciado         |
| −66 kg       | Antoine Bouchard | Wander Mateo     | Ángel Hernández Carlos Tondique       |
| −73 kg       | Alex Pombo       | Magdiel Estrada  | Arthur Margelidon Nicholas Delpopolo  |
| −81 kg       | Victor Penalber  | Emmanuel Lucenti | Antoine Valois-Fortier Travis Stevens |
| −90 kg       | Tiago Camilo     | Asley González   | Rafael Romo Cristian Schmidt          |
| −100 kg      | José Armenteros  | Luciano Corrêa   | Héctor Campos Kyle Reyes              |
| ponad 100 kg | David Moura      | Rafael Silva     | Freddy Figueroa Alex García Mendoza   |

### Kobiety
| Konkurencja: | Złoto:                | Srebro:          | Brąz:                                      |
| −44 kg       | Vanesa Godines Alemán | Mónica Heredia   | Erin Butts                                 |
| −48 kg       | Sarah Menezes         | Paula Pareto     | Diana Cobos Dayaris Mestre                 |
| −52 kg       | Érika Miranda         | Angelica Delgado | Ecaterina Guica Gretel Romero              |
| −57 kg       | Marti Malloy          | Rafaela Silva    | Yadinis Amaris Catherine Beauchemin-Pinard |
| −63 kg       | Maylín del Toro       | Mariana Silva    | Leilani Akiyama Olga Masferrer             |
| −70 kg       | Kelita Zupancic       | Yuri Alvear      | Onix Cortés Maria Portela                  |
| −78 kg       | Mayra Aguiar          | Kayla Harrison   | Kaliema Antomarchi Yalennis Castillo       |
| ponad 78 kg  | Idalys Ortíz          | Rochele Nunes    | Nina Cutro-Kelly Vanessa Zambotti          |